# Harlan (entreprise)
Pour les articles homonymes, voir Harlan.
L'entreprise Harlan Sprague Dawley Inc. est le fournisseur leader mondial d'animaux de laboratoire en particulier et de services pour les laboratoires en général. Harlan dessert les industries pharmaceutiques, biotechnologiques, agrochimiques, chimiques, et agroalimentaires.
Le siège social est à Indianapolis aux États-Unis et des filiales sont implantées au Royaume-Uni, en France, en Italie, en Allemagne, aux Pays-Bas, en Espagne en Israël et au Mexique. L'entreprise a été fondée en 1931.
L'entreprise est souvent la cible de mouvements activistes dans le domaine du bien-être animal. En 1990, plusieurs beagles et lapins furent libérés par le front de libération des animaux. En 2006, ce sont plus de 1 000 animaux qui furent dérobés par la même association en Italie.